# شریان کولیک چپ
شریان کولیک چپ (انگلیسی: Left colic artery) اولین شاخه شریان مزانتریک تحتانی است.
این سرخرگ با صعود از پشت صفاق به شاخه‌های صعودی و نزولی تقسیم می‌شود:
1. شاخه صعودی از جلوی کلیه چپ گذشته و با ورود به مزوکولون عرضی، به طرف بالا می‌رود تا خون‌رسانی بخش فوقانی قولون نزولی و قسمت دیستال قولون عرضی را تأمین کرده و با شاخه‌های سرخرگ قولونی میانی بازپیوسته (آناستوموز) می‌شود.
2. شاخه نزولی به طرف پایین رفته و به بخش تحتانی قولون نزولی خون‌رسانی می‌کند و با اولین سرخرگ قولون خاصره (سیگموئید) بازپیوسته می‌شود.